# Corvus Corax
Corvus corax är även det vetenskapliga namnet för korpen.
Corvus Corax är en tysk musikgrupp som spelar medeltidsmusik och medeltidsinspirerad rock. Corvus corax anses stilbildande i den så kallade "Mittelalterszene", en musikgenre som har sitt ursprung i dåvarande Östtyskland. Musiken framförs främst på ljudstarka säckpipor och olika typer av slagverk men även flöjt, vevlira, skalmeja, cister och sång förekommer.
Gruppen har tagit sitt namn, Corvus corax, från det latinska namnet på fågeln korp.

## Diskografi
Album
- Ante Casu Peccati (1989)
- Congregatio (1990)
- Inter Deum Et Diabolum Semper Musica Est (1993)
- Tritonus (1995)
- Live auf dem Wäscherschloß (1998)
- Viator (1998)
- Tempi Antiquii (1999, samlingsalbum 1988–1992)
- Mille Anni Passi Sunt (2000)
- In Electronica Remixe (2000)
- Seikilos (2002)
- Gaudia Vite (live) (2003)
- Best of Corvus Corax (2005)
- Cantus Buranus (2005)
- Cantus Buranus Live in Berlin (2006)
- Venus Vina Musica (2006)
- Kaltenberg anno MMVII (2007)
- Cantus Buranus II (2008)
- Cantus Buranus--Das Orgelwerk (2008)
- Live in Berlin (2009)
- Sverker (2011)
- Sverker Live at Summer Breeze & Castlefest (2011)
- Gimlie (2013)
- Ars Mystica - Selectio 1989-2016 (2016)
- Der Fluch der Drachen (2017)
- Skál (2018)